# Siné Massacre
Siné Massacre était un périodique (d'abord hebdomadaire, puis mensuel) d'extrême gauche, ouvertement anti-gaulliste, anti-colonialiste et anti-clérical, diffusé en France entre 1962 et 1963. Avec un ton satirique, le journal, créé par le dessinateur Siné, fait la part belle aux dessins.

## Histoire
Après avoir quitté le journal L'Express, le dessinateur Siné lance, avec l’aide de l’éditeur Jean-Jacques Pauvert, son propre hebdomadaire : Siné Massacre. Il est le directeur de publication, le rédacteur en chef, le directeur artistique, et, dans un premier temps, l’unique contributeur.

## Contenu
Le n° 1 de quatre pages est consacré à de Gaulle. Les dessins de Siné sont très violents.
Dans le n° 2, Jacques Vergès, alors avocat de Siné, signe un texte de soutien. À partir du n° 3, d’autres dessinateurs interviennent, notamment Strelkoff. Le n° 4 est un véritable brûlot éditorial entièrement consacré à la liberté de la presse, avec des illustrations satiriques des pages du Code pénal qui traitent de la presse.
Le périodique ne contient que des dessins destinés au pouvoir gaulliste, aux religieux, aux militaires, et aux colons. Hebdomadaire jusqu’au n°7 (31 janvier 1963), Siné Massacre devient mensuel pour ses deux derniers numéros. Le n° 9 (36 pages) est le dernier, porte sur le colonialisme.
En neuf numéros, Siné a eu… neuf procès.